# العصر الحجري الحديث
العصر الحجري الحديث 9000 – 4500 قبل الميلاد أو العصر النيوليثي (بالإنجليزية: Neolithic) هو المرحله الثانيه من عصور ما قبل التاريخ (عصور ما قبل الكتابة) عرف الإنسان فيه الاستقرار الدائم في قرى ثابتة من خلال توصله إلى الزراعة وتدجين الحيوانات كما شهد الإنسان في هذه المرحلة تطور الفكر الديني وتوصله أيضاً لصناعة الفخار واستخدامه في الحياة اليومية للتخزين والطبخ وغيرها من الاستعمالات، وتعتبر القرى النطوفية في بلاد الشام العتبة والبوابة الرئيسية لنقل المجتمعات من مجتمعات مستهلكة متنقلة إلى مجتمعات منتجة مستقرة.
وهو أحد العصور الزمنية وفق نظام التقسيم الثلاثي، وكانت فترة في تطوير تكنولوجيا الإنسان، ابتداءً من حوالي 10,200 قبل الميلاد، وفقاً لأسبرو في التسلسل الزمني، في بعض أجزاء من الشرق الأوسط، وفيما بعد في أجزاء أخرى من العالم وتنتهي بين 4,500 و 2,000 ق.م. وتختلف التحديدات الزمنية للعصور حسب البيئات الطبيعية، إلا أن أهم ميزة للعصر الحجري الحديث هو ما اصطلح على تسميته ثورة زراعية، أو الثورة النيوليثية، في بلاد الشام (أريحا، في العصر الحديث الضفة الغربية).
قسم العلماء العصر الحجري الحديث إلى مرحلتين رئيسيتين اعتماداً على صناعة الأدوات الصوانية والأواني الفخارية وعلى التطورات الاجتماعية والاقتصادية.
ويؤرخ في منطقة الهلال الخصيب كالتالي:
- الفترة النطوفية المتأخرة: 12000- 10200 ق.م
- العصرالحجري الحديث ما قبل الفخاري: 10200- 6400 ق.م
- العصر الحجري الحديث الفخاري: 6400- 5000 ق.م

كما أن هناك تقسيمات فرعية لكل من هذه الفترات متعلقة بتفاصيل محلية.

## الأصل
بدأ العصر الحجري الحديث -بعد تسلسل أسبرو الزمني- نحو 10200 قبل الميلاد في بلاد الشام، ناشئًا عن الثقافة النطوفية، مع تطور الاستخدام الرائد لمحاصيل الحبوب البرية إلى ما يُعرف بالزراعة المبكرة. استمرت الفترة النطوفية أو «العصر الحجري الحديث الأول» من 12500 إلى 9500 قبل الميلاد، ويتداخل هذا العصر مع العصر الحجري الحديث ما قبل الفخاري (PPNA) من 10200-8800 قبل الميلاد. أجبرت التغيرات المناخية المرتبطة بـ «يونغر دايز» (عودة إلى الظروف الجليدية بعد العصر الجليدي المتأخر نحو 10,000 قبل الميلاد) الناس على تطوير الزراعة، نظرًا إلى اعتماد النطوفيين على محاصيل الحبوب البرية في نظامهم الغذائي، وبدءهم باتباع نمط حياة حضري فيما بينهم.
بحلول 10200-8800 قبل الميلاد، نشأت المجتمعات الزراعية في بلاد الشام وانتشرت في الأناضول وشمال أفريقيا وشمال بلاد الرافدين. تعد بلاد الرافدين موقعًا لأحدث تطورات ثورة العصر الحجري الحديث منذ نحو 10000 قبل الميلاد.
اقتصرت الزراعة في العصر الحجري الحديث في وقت مبكر على مجموعة صغيرة من النباتات، سواء البرية أو المستأنسة، والتي تضمنت القمح وحيد الحبة والدخن والحنطة، مع تربية الكلاب والأغنام والماعز. قبل نحو 6900- 6400 قبل الميلاد، شملت تربية الحيوانات الأبقار والخنازير المستأنسة، وأُنشئت مستوطنات مأهولة بشكل دائم أو موسمي، وصُنعت الفخاريات.
لم تظهر كل هذه العناصر الثقافية المميزة للعصر الحجري الحديث في كل مكان بنفس الترتيب: لم تستخدم المجتمعات الزراعية الأولى في الشرق الأدنى القديم الفخار. في أجزاء أخرى من العالم، مثل شمال أفريقيا القديم وجنوب آسيا وجنوب شرق آسيا، أدت حوادث التدجين المستقلة إلى نشوء حضارات العصر الحجري الحديث المتميزة إقليمياً، والتي نشأت بشكل مستقل تمامًا عن الثقافات في أوروبا وجنوب غرب آسيا. استخدمت المجتمعات اليابانية المبكرة (فترة جومون) وغيرها من ثقافات شرق آسيا الفخار قبل تطوير الزراعة.

## الفترات حسب المراحل الفخارية
في الشرق الأوسط، بدأت الحضارات التي حُددت على أنها تشكل العصر الحجري الحديث بالظهور في الألفية العاشرة قبل الميلاد. حدث تطور مبكر في بلاد الشام (على سبيل المثال، العصر الحجري الحديث ما قبل الفخاري أ والعصر الحجري الحديث ما قبل الفخاري ب) وانتشر من هناك باتجاه الشرق والغرب. كما تُوثق حضارات العصر الحجري الحديث في جنوب شرق الأناضول وشمال بلاد الرافدين نحو عام 8000 قبل الميلاد.
يحتوي «موقع بيفودي قبل التاريخي» بالقرب من يي في مقاطعة خبي في الصين -والذي يرجع إلى ما قبل التاريخ- على آثار من حضارة معاصرة لحضارتي سيشان وشينغلونغوا نحو 6000-5000 قبل الميلاد،حيث تملأ حضارات العصر الحجري الحديث شرق جبال تايهانغ الفجوة الأثرية بين الثقافتين الصينيتين الشماليتين. تبلغ المساحة الإجمالية التي نُقب فيها أكثر من 1200 ياردة مربعة (1000 متر مربع؛ 0.10 هكتار)، وتقسم مجموعة الآثار التي تعود إلى العصر الحجري الحديث هذا العصر إلى مرحلتين (العصر الحجري الحديث ما قبل الفخاري أ، والعصر الحجري الحديث ما قبل الفخاري ب).

### العصر الحجري الحديث ما قبل الفخاري إيه (PPNA)
بدأت فترة «العصر الحجري الحديث إيه» في بلاد الشام نحو 10,000 قبل الميلاد تقريبًا. يمكن اعتبار منطقة المعبد في جنوب شرق تركيا في غوبكلي تبه، التي يرجع تاريخها إلى نحو 9500 قبل الميلاد، بداية هذه الفترة. طوّرت قبائل الصيادين والجامعين البدو هذا الموقع وذلك كما يتضح من عدم وجود سكن دائم في الجوار، وقد يكون هذا الموقع أقدم مكان معروف للعبادة من صنع الإنسان أيضًا. يحتوي الموقع على سبع دوائر حجرية على الأقل، مغطيةً مساحةً قدرها 25 فدانًا (10 هكتارات)، تحتوي على أعمدة من الحجر الجيري المنحوت عليه نقوش للحيوانات والحشرات والطيور، وقد استخدم ما يصل إلى مئات الأشخاص الأدوات الحجرية في سبيل إنشاء هذه الأعمدة، والتي ربما كانت تدعم الأسقف. وقد عُثر على مواقع أخرى مبكّرة للعصر الحجري الحديث ما قبل الفخاري يرجع تاريخها إلى نحو 9500-9000 قبل الميلاد. في تل السلطان (أريحا القديمة) وإسرائيل (لا سيما عين ملاحة ناحل أورين وكفار حاحوريش)، جلغال في غور الأردن، وجبيل، لبنان. تتداخل بداية العصر الحجري الحديث الأول في مع الفترتين التاهونية والعصر الحجري الحديث الثقيل إلى حد ما.
كانت الزراعة الحقيقية هي التقدم الرئيسي في العصر الحجري الحديث. في الحضارات النطوفية البدائية من العصر الحجري الحديث، حُصدت محاصيل الحبوب البرية، وربما حصل اختيار مبكر للبذور مع إعادة البذر. طُحنت الحبوب إلى دقيق. زُرع القمح ثنائي الحبة، ورُعيت الحيوانات ودُجنت (تربية الحيوان والاصطفاء الاصطناعي).

في عام 2006، اكتُشفت بقايا من التين تعود إلى 9400 قبل الميلاد في أحد المنازل في أريحا. كان هذا التين من السلالات المعدلة التي لا يمكن أن تُلقح بواسطة الحشرات، وبالتالي لا يمكن لأشجار هذا النوع من التين التكاثر إلا من خلال قطعها وإعادة زرعها. يشير هذا الدليل إلى كون التين أول محصول يزرع، وتمثيله لاختراع تقنية الزراعة. حدث هذا قبل قرون من زراعة الحبوب الأولى.
أصبحت المستوطنات أكثر ديمومةً، مع وجود منازل دائرية الشكل على شاكلة منازل النطوفيين، مع غرف مفردة. ومع ذلك، صُنعت هذه المنازل لأول مرة من الطوب اللبن. امتلكت المستوطنة جدارًا حجريًا وربما برجًا حجريًا أيضًا (كما في أريحا). حمى الجدار المستوطنة من المجموعات المجاورة، مثلما حماها من الفيضانات، أو استُعمل لحبس الحيوانات (كما يحدث في الحظيرة). تشير بعض المرافق المُسيَجة إلى أنها استُعملت من أجل تخزين الحبوب واللحوم.

### العصر الحجري الحديث ما قبل الفخاري بي (PPNB)

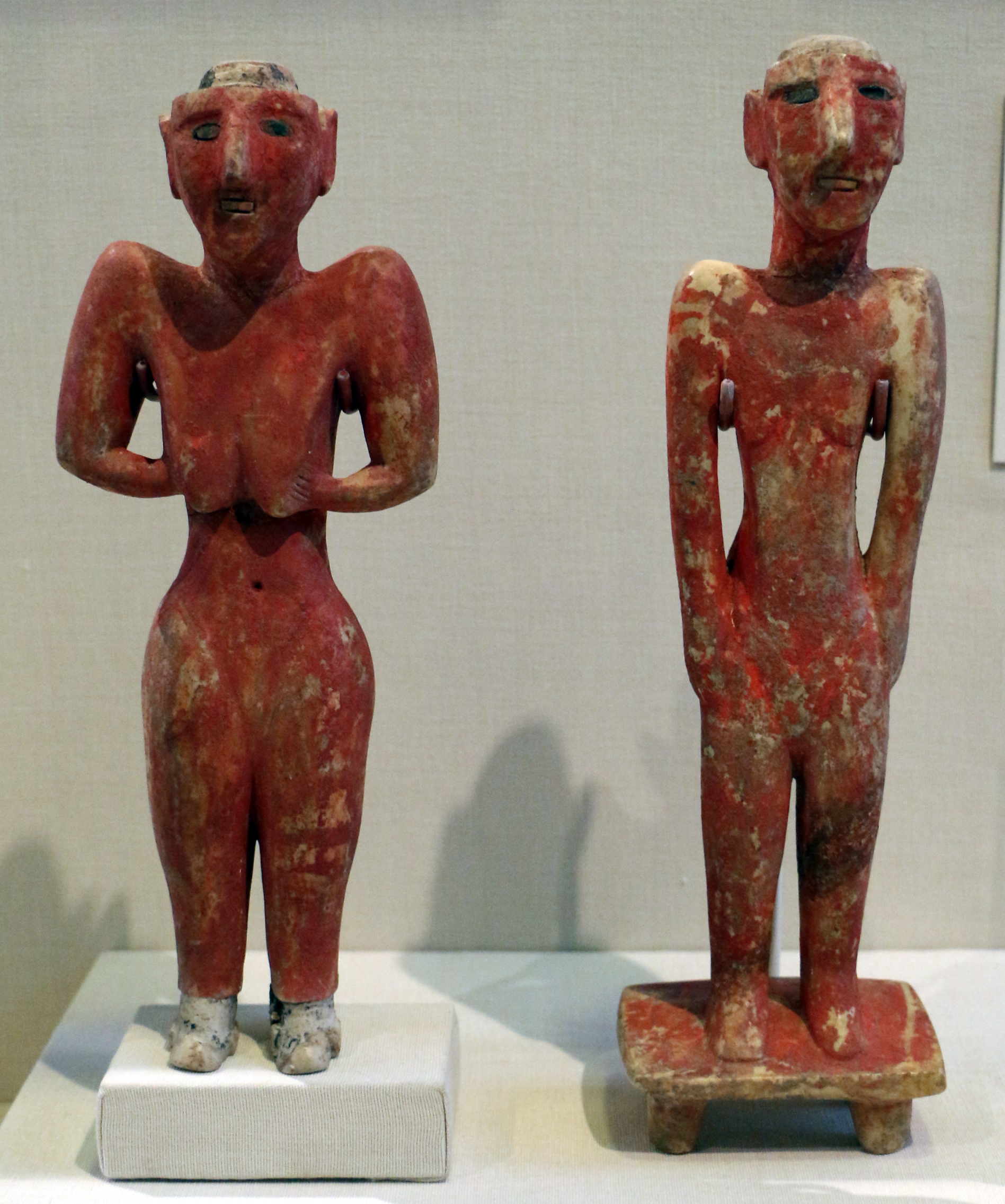
التماثيل الإناث والذكور. 9000-7000 ق. الجبس بالبيتومين والحجر؛ من تل فخيريه (محافظة الحسكة السورية). المعهد الشرقي بجامعة شيكاغو (الولايات المتحدة الأمريكية)

مع هذا العصر تظهر البداية الحقيقية للزراعة. فمن الخلية الزراعية التي حددناها في PNNA ستظهر جرمو کنواة لهذه الخلية الزراعية. تقع جرمو شرق جمجمال بـ(11) کم وشرق کرکوك بـ(35) کم على وادي (جم کورا) وهو أحد روافد نهر العظيم وطوق جاي وترتفع عن سطح البحر بحوالي 2500 قدم ومساحتها (12- 16) كم2، اكتشفته مديرية الآثار العراقية في أربعينيات القرن العشرين ثم أكملت البحث فيها بعثة أثرية من جامعة شيكاغو برئاسة (بريدوود) حتى عام 1955. وظهرت (16) طبقة أثرية وتشكل إلى الأسفل 11 طبقة من هذا العصر الخالي من الفخار بينما تشكل الطبقات الخمس الأعلى طبقات العصر الحجري الحديث الثالث الفخاري.
تاريخ هذا الموقع هو 6750 ق.م. وعدد بيوته بين (25 - 30) بيا وسكانه بحدود (150) فردا. وقد زرع الإنسان الحبوب الآتية: (1. قمح إيمير. 2. قمح أنكورن. 3. شعير هوليد ذو الصفين 4. العدس. 5. الحمص. ووجدت حبوب هذه النباتات مفحمة (مكربنة) وهو ما يوضح خزنها واستعمالها للزراعة. وكذلك استعملت ثمار بعض الفواكه والأشجار مثل البلوط والفستق).
أما الحيوانات المدجنة فهي (الماعز والغنم والخنزير) واستعملت القواقع للغذاء. وأصبحت البيوت من دائرية إلى مستطيلة في جرمو، وعثر على أدوات حجرية مايكروليثية وأدوات حجرية زراعية، وظهرت تماثيل للإلهة الأم.
القرية المهمة الأخرى من هذا العصر هي (جطل حيوك) في تركيا و(أريحا في فلسطين، وكذلك موقع (ثامر خان) في بلدة مندلي في العراق وهو يضاهي ما في جرمو.
تميزت الثقافة النيوليثية الأولى (ما قبل الفخار) بظهور الزراعة التجريبية الواسعة وظهور القوى البدائية ولم يعثر بعد على دمى حيوانية أو بشرية في هذه المرحلة ولكن اكتشاف الزراعة كان طليعة الثورة النيوليثية وموئل قوتها وقد كان للمرأة الدور الأكبر في هذا الاكتشاف فالزراعة أهم ثورة في التاريخ البشري وهي كما تثبت الأبحاث الأثرية الكبيرة من ابتكار النساء والأرجح أنها رفعت مقام النساء في كثير من المجتمعات التي حدثت فيها فقد كان الصيادون وجامعو الثمار في العصر الحجري القديم مضطرين إلى الاعتماد على ما قد تزودهم به الطبيعة فلما اخترعت الزراعة خطا الإنسان أول خطواته الجبارة نحو السيطرة على الطبيعة والنساء اللواتي تعلمن في غرس بعض هذه البذور في التربة وبذلك حصلن على أكثر ما قد تجود به الطبيعة وفي الوقت الذي تعلمت فيه النساء تدجين عالم النبات الطبيعي والتحكم فيه تعلم الرجال وسائل استئناس الحيوانات والتحكم بها والسيطرة عليها بعد أن كانوا يطاردونها من قبل.

### العصر الحجري الحديث الفخاري سي (PN)
في هذا العصر ظهرت ثقافة الفخار في الشرق الأدنى بشكل خاص کواحدة من منتجات الزراعة والعصر الحجري الحديث. لأن الفخار والسيراميك ظهرا في عصور مبكرة في حضارة جومون في اليابان وفي روسيا لكن ذلك لم يترافق مع الزراعة التي جاءت متأخرة جدًا عن هذا الاختراع، ومع ذلك فقد ارتبط صنع الفخار، على نطاق واسع، مع العصر الحجري الحديث الثالث.
كشفت التنقيبات آثارا مماثلة لهذه الفترة في عدة مستوطنات قديمة نذكر منها قرية أريحة في فلسطين ومنحاطة بوادي الأردن وخوية التنور في جنوب لبنان وفي جتل أويوك بآسيا الصغرى. وفي جرمو وجدت الصناعات الفخارية في الطبقات الخمس العليا فقط، وكانت مخازن الطبقتين الخامسة والرابعة أحسن الأنواع التي ظهرت في هذه القرية، ولكن الأواني الفخارية بوجه عام تدل على أنها سمجة سميكة الجدران هشة بسبب إعدادها في درجة حرارة منخفضة نسبيا وهي غير مدلوكة وغير مزخرفة.
ولا شك أن الفخار ظهر في أماكن أخرى غير جرمو في هذا الزمن لكن تواتر وتسلسل الخطوات المتتابعة لا نجده في مكان آخر كما نجده في جرمو، وقد استمرت ثقافة جرمو الفخارية في موقع جرمو ذاته في طبقاته الخمس العليا، وكان فخار الطبقتين الخامسة والرابعة أحسن نوع من الفخار ظهر في هذا الموضع، فهو من الفخار المصبوغ باللون الأحمر على أرضية صفراء فاقعة ومنه نوع ضارب إلى الحمرة، وقد تزین بخطوط متقطعة، وسمي فخار جرمو المصبوغ. ووجد ما يضاهي هذا النوع من الفخار في تبه کوران في إيران، ويعتقد أن أحدهما أضل للآخر وبطل استعماله في حدود 6000 ق.م.

## الخصائص الثقافية

### المكونات الأساسية للدين

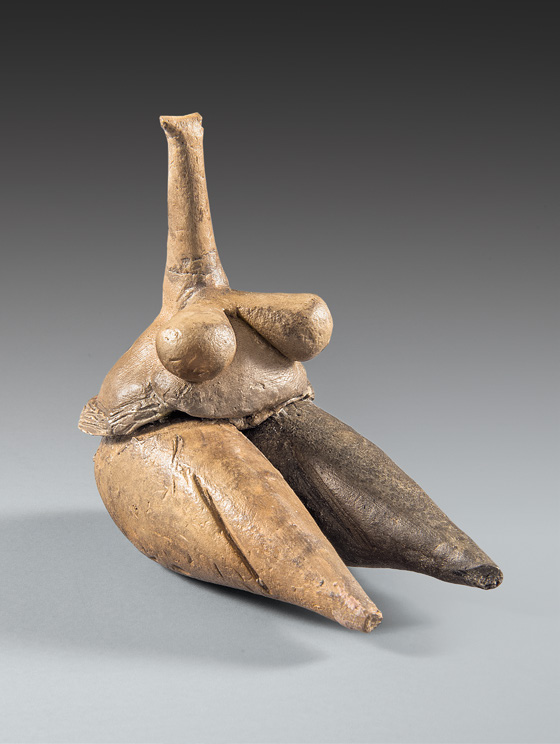
تمثال بشري من الطين (إلهة الخصوبة) تابيه سراب، كرمانشاه كاليفورنيا. 7000-6100 قبل الميلاد، العصر الحجري الحديث، متحف إيران الوطني

لم يتطور دین النيوليث عن دين الميزوليت والباليوليت وفقا لآلية داخلية ربطت عقائد وأديان ما قبل التاريخ ببعضها، بل حصل ذلك بسبب التحول النوعي الذي شهده النيوليث. ولعل جوهر هذا التحول يكمن في ظهور فكرة الخصوبة وهي التي ميزت هذا العصر بأكمله على المستويات المادية والروحية.
إن الثقافات الزراعية أبدعت ما يمكن أن نسميه دينا کونيا religion cosmique طالما أن النشاط الديني مرکز حول سر مرکزي: التجديد الدوري للعالم. وأن الكون قد فهم كمؤسسة يجب لها أن تكون مجددة دوريا، وبعبارة أخرى، كل عام. إن الحقيقة المطلقة هي أن التجدد والخلود قابلان للاكتساب من قبل بعض المتميزين بشرط توفر نوع من ثمرة أو نبع بالقرب من شجرة. والشجرة الكونية يفترض لها أن توجد في مركز العالم وتربط الأقطار الكونية الثلاثة لأنها تغرز جذورها في جهنم ورأسها يلامس السماء.
لقد تبين أن الرحم الباليوليتي الذي تحدثنا عنه أنجب في نهاية الباليوليت أنثاه الوحيدة وترعرعت وصار لها إخوة كثيرون هم بمثابة (آلهة النيوليث) وإذا كانت القوى الفوقية والمقدسة، في الأطوار السابقة، قد ظهرت على شكل قوي وأجنة سحرية، فإنها تجسدت، هذه المرة، على شكل دمى طينية أو حجرية أو مرمرية أو فخارية أو رموز للإلهة الأم، بشكل خاص، ثم للإله الذكر فيما بعد، وإذا كانت الإلهة الأم قد مثلت وحدانية العبادة النيوليتية فإن ظهور الإله الذكر وتمركزه فيما بعد خلق تعدد الآلهة وكثرتها.
ولم يمثل الشر إلا الخطأ الذي يعرضها إلى غضب الأرباب. ولم تظهر، آنذاك، فكرة الخلاص الفردي، وإنما بدأت تظهر مبادئ أخلاقية ضرورية لحياة المجموعة. وبدأ الإنسان، في هذا العصر، بالمعاقبة على السرقة، وقد حصل ذلك، منذ الألفية الثامنة، قبل الميلاد، إذ بدأت، آنذاك، أولى التجمعات السكنية الكبرى، مثل أريحا، بحماية نفسها بالأسوار، كي تحتمي من الوحوش ومن الأعداء. وظهرت أسلحة جديدة، مثل القوس والسهم والمقلاع، وأصبحت الشجاعة قيمة محمودة.

### السحر
تقلص السحر قليلا وصار داخل الدين تدريجيا، بل وشكل الجزء الباطني من الدين ابتداء من هذا العصر. وسيزداد تقلص السحر ولكن تأثيره لا يقل بل سيحرض الدين على تبديل أشكاله وثيابه في كل عصر ومرحلة من مراحل التاريخ.
يحتوي السحر في شحناته القوية والعريقة قوتين أساسيتين إحداهما تنحو منحى علميا مقلوبا ستفضي في النهاية إلى أن تكون عاملا مساعدا في ولادة العلم. أما القوة الثانية فستشتغل بفاعلية داخل الدين في عصر الكالكولیت وتحوله إلى دين متعدد ذكوري، ثم في العصور القديمة والوسيطة إلى دين توحيدي ثم في العصر الحديث إلى نوع من الثيوصوفيا ثم في العصور المعاصرة إلى تيارات روحية.

## أهم الأحداث التاريخية
- اكتشاف الزراعة ووتعلم تدجين الحيوان حوالي 9000 سنة قبل الميلاد
- تطوير الأدوات الحجرية
- الاستقرار وإنشاء القرى
- بداية استغلال المعادن
- تطور النظام الغذائي للانسان كنتيجة لازدياد كمية الحصص الغذائية وتنوعها بشكل أكبر من السابق